# Tabata Amaral
Tabata Claudia Amaral de Pontes (São Paulo, 14 de noviembre de 1993) es una politóloga, activista de la educación y política brasileña. Es diputada federal por São Paulo. Miembro del Partido Socialista Brasileño desde 2021. En 2018 fue la sexta candidata más votada en el estado, con 264.450 votos en las elecciones generales de Brasil de 2018. Es cofundadora de las organizaciones políticas Movimento Mapa Educação y Acredito.

## Trayectoria
Hija de María Renilda Amaral Pires, trabajadora doméstica, y de Olionaldo Francisco de Pontes, conductor de autobús. Tiene un hermano menor, Allan. Se criaron en Vila Missionária, un barrio pobre situado en la Zona Sur de São Paulo, en las afueras de la ciudad. Recibió su educación primaria en las escuelas públicas locales, donde, en sexto grado, participó con 12 años en la edición de 2005 de la Olimpíada Brasileira de Matemática das Escolas Públicas (OBMEP). En su primera prueba, ganó una medalla de plata.
A los 13 años, debido a su buen rendimiento académico y después de recibir una medalla de oro en el OBMEP de 2006, obtuvo una beca completa en el Colegio ETAPA, una escuela privada de São Paulo, donde completó su educación secundaria. En los años siguientes representó a Brasil en las Olimpiadas internacionales de química, astronomía y astrofísica. En 2012, se ofreció a Amaral la admisión en seis prestigiosas universidades de los Estados Unidos, y se ofreció una beca completa a todas ellas: Universidad de Harvard, Universidad Yale, Universidad de Columbia, Universidad de Princeton, Universidad de Pensilvania e Instituto de Tecnología de California, y en la Universidad de São Paulo.
Graduada en ciencias políticas y astrofísica por la Universidad de Harvard, representó a Brasil en cinco competiciones científicas internacionales. En su tesis, elaboró un análisis político de las reformas educativas en los municipios brasileños, en el que argumentaba sobre la expansión del acceso a la educación en Brasil en las dos últimas décadas como resultado de una reforma educativa federal, pero su calidad seguiría siendo deficiente según los estándares internacionales.
Amaral se graduó con todos los honores y recibió por su tesis el Premio Kenneth Maxwell de Tesis de Estudios Brasileños y el Premio Eric Firth al mejor ensayo sobre el tema de los ideales democráticos. Después de su graduación regresó a Brasil para trabajar en su activismo social. Ha sido también columnista de la Rádio CBN y de la revista Glamour.

## Carrera política

### Elecciones de 2018
Para las elecciones generales de 2018, su campaña se centró principalmente en la educación.  Fue la sexta candidata más votada en el estado de São Paulo, recibiendo 264.450 votos. Es un miembro del Partido Democrático Laborista (PDT).

### Diputada
Amaral votó a favor de la reforma del sistema de seguridad social de la Previdencia brasileña, que aumentaría la edad de jubilación de hombres y mujeres, en contra de la oposición de la PDT a la reforma.

## Controversias
En julio de 2019, las revistas Veja y Exame reveló reveló que Amaral contrató a su novio colombiano, Daniel Alejandro Martínez, para trabajar en su campaña electoral de 2018. Según el Tribunal Superior Eleitoral (TSE), Amaral gastó 23.000 reales del fondo de las elecciones públicas para pagar estos servicios, que se prestaron entre agosto y octubre de 2018. El equipo de Amaral no presentó los resultados de los servicios prestados por Martínez. En otro caso, el Supremo Tribunal Federal de Brasil había dictaminado que la contratación de parientes o cónyuges con fondos electorales no constituiría ninguna irregularidad jurídica. Sin embargo, esta práctica ha generado numerosas críticas de periodistas y ciudadanos, que cuestionaron el compromiso de Amaral con la integridad pública y la renovación de la política brasileña. La revista Veja señaló la inconsistencia de la posición de Amaral, quien había declarado anteriormente que "la renovación en la política no consiste en cambiar el nombre de las cosas o la cara en el poder, sino en un cambio de prácticas".